# 1964年インスブルックオリンピックの東西統一ドイツ選手団
1964年インスブルックオリンピックの東西統一ドイツ選手団（1964ねんインスブルックオリンピックのとうざいとういつドイツせんしゅだん）は、1964年1月29日から2月9日まで、オーストリア・チロル州のインスブルックで開催された1964年インスブルックオリンピックの東西統一ドイツ選手団、およびその競技結果。

## 概要
今大会では金メダル3個、銀メダル3個、銅メダル3個の計9個のメダルを獲得し、国別順位で6位となった。
東西統一ドイツとしての冬季オリンピック参加は今大会が最後となり、1968年グルノーブルオリンピックからは再び西ドイツ、東ドイツと別々に参加することとなった。

## メダル
| メダル | 選手名                                        | 競技               | 種目         |
| ------ | --------------------------------------------- | ------------------ | ------------ |
| 金     | トーマス・ケラー                              | リュージュ         | 男子1人乗り  |
| 金     | オルトルン・エンデルライン                    | リュージュ         | 女子1人乗り  |
| 金     | マンフレート・シュネルドルファー              | フィギュアスケート | 男子シングル |
| 銀     | クラウス・ボンザック                          | リュージュ         | 男子1人乗り  |
| 銀     | イルゼ・ガイスラー                            | リュージュ         | 女子1人乗り  |
| 銀     | マリカ・キリウス ハンス＝ユルゲン・ボイムラー | フィギュアスケート | ペア         |
| 銅     | ヴォルフガング・バルテルス                    | アルペンスキー     | 男子滑降     |
| 銅     | ハンス・プレンク                              | リュージュ         | 男子1人乗り  |
| 銅     | ゲオルク・トーマ                              | ノルディック複合   | 男子個人     |